# Tommy Blake
Tommy Blake (* 14. September 1931 in Dallas, Texas als Thomas Levan Givens; † 24. Dezember 1985) war ein US-amerikanischer Rockabilly- und Country-Musiker.

## Leben

### Kindheit und Jugend
Schon seit seiner Kindheit war Thomas Givens Privatleben chaotisch. Als uneheliches Kind geboren, wurde Givens mit 14 Jahren wegen Vergewaltigung verhaftet und verurteilt. Seinen Vater lernte Blake nie kennen. 1951 trat er den Marines bei und kämpfte im Koreakrieg. Vor diesem Einsatz hatte Blake ein Auge in einem Bootcamp in North Carolina verloren.

### Karriere
Nach seiner Entlassung aus der Armee gründete er zusammen mit Carl Adams (Gitarre), Eddie Hall (Bass) und Tom Ruple (Schlagzeug) seine erste eigene Band, die Rhythm Rebels. Zu dieser Zeit nahm Givens den Künstlernamen „Tommy Blake“ an. 1954 heiratete Blake seine erste Frau Betty Jones in Texas. In Shreveport bekamen sie ihre eigene Radioshow beim Sender KTBS und traten im KRLD Big D Jamboree und im KWKH Louisiana Hayride auf.
Beim Louisiana Hayride sahen sie Elvis Presley, der zur selben Zeit auf Tournee war und mit seinen Platten den Rockabilly-Boom auslöste. Sofort verschrieben sich Blake und seine Band dem Rockabilly. Bei dem kleinen Label Buddy in Marshall in Texas nahmen sie 1956 ihre erste Platte mit dem Rockabilly-Titel Koolit auf. Gleichzeitig wurde Blake Mitglied in der Fernsehshow des berühmten Country-Sängers Johnny Horton.
Im Jahr danach unterzeichnete Blake bei RCA Victor. Dort nahm er insgesamt vier Songs auf, von denen einige von Johnny Horton gecovert wurden. Auch Chet Atkins, der zur damaligen Zeit für RCA tätig war, veröffentlichte eine Single von Blake. Nach Problemen mit dem Label wechselte Blake zu Sun Records, der Geburtsstätte des Rockabilly. Sein Song Flat Foot Sam verkaufte sich gut genug, um bei Sun eine weitere Single aufzunehmen und mit berühmten Sun-Künstlern zu spielen. Sein Stück Story of a Broken Heart wurde später von Johnny Cash aufgenommen. Nach seiner Zeit bei Sun war Blake bei verschiedenen Labels unter Vertrag, unter anderem bei Recco, 4 Star Records, Paula Records und Chancellor.

### Rückzug und Tod
Der Erfolg wollte sich jedoch nicht mehr einstellen, und auch eine Namensänderung zu „Van Givens“ änderte nichts. Frustriert zog er sich aus der Musikszene zurück und wurde alkoholabhängig. Nach seinen Aufnahmen bei Paula arbeitete er als Zimmermann.
Am Weihnachtsabend 1985 kam Blake betrunken nach Hause und zielte mit einer Waffe auf seine Frau Samantha Carter. Nach einer Auseinandersetzung gelangte seine Frau in den Besitz der Waffe und erschoss ihn. Tommy Blake wurde 54 Jahre alt.
2007 wurde von Bear Family Records eine CD mit seinen Aufnahmen herausgegeben.

## Diskografie

### Singles
| 1956                    | Koolit / If I Am A Fool | Buddy Records        |
| 1957                    | Three Cheers For The Red, White and Blue / I Gotta Be Somewhere                                                                           | Chancellor Records   |
| 1957                    | Mister Hoody / Freedom | RCA Victor           |
| 1957                    | Flat Foot Sam / Lordy Hoody | Sun Records          |
| 1958                    | I Dig You Baby / Sweetie Pie | Sun Records          |
| 1959                    | F-Olding Money / The Hanging Judge | Recco Records        |
| 1960                    | Texas Lovin’ / Galveston | Aetna Records        |
| 1961                    | Back Door To Heaven / I Try It Harder | 4 Star Records*      |
| 1964                    | Who Threw The Water / You and I | Bragg Records*       |
| 1966                    | Dream Train / To Each His Own | Musicor Records*     |
| 1967                    | Waitin’ In The Watin’ Room / Sunday School Beginners                                                                                      | Paula Records*       |
| 1967                    | I Want To Go Home / Stop Kicking My Heart Around                                                                                          | Paula Records        |
| 1972                    | Shake Around / You Better Believe It | Sun Records          |
| 2001                    | Better Believe It /? (B-Seite von Jimmy Wages)                                                                                            | Norton/Sun Records   |
| Unveröffentlichte Titel | |                      |
|                         | - All Night Long - Cool Alligator - Honky Tonk Mind - I’ll Be Free - Ballad Of A Broken Heart - Chuckie - Diesel Truck - I Still Love You | nicht veröffentlicht |
|                         | - Little Lovelight - Window Of My Heart - My Alice Faye                                                                                   | nicht veröffentlicht |

* Als „Van Givens“ veröffentlicht

### Alben
- 1984: Tommy Blake & Gene Wyatt
- 2007: Koolit: The Sun Years Plus